# Víctor Cuesta
Víctor Cuesta, vollständiger Name Víctor Leandro Cuesta, (* 19. November 1988 in La Plata) ist ein argentinischer Fußballspieler. Er wird auf der Position eines Innenverteidigers eingesetzt und steht derzeit beim Bahia EC unter Vertrag. Sein spielstarker Fuß ist der linke.

## Karriere

### Verein
Víctor Cuesta startete seine Karriere im Nachwuchsbereich des Arsenal de Sarandí. Hier gelang ihm 2008 auch der Sprung in den Profikader. Im Kader der Mannschaft soll er erstmals 2009 in der Clausura 2009 im Kader gestanden haben, kam aber zu keinen Einsätzen. Anfang 2010 wurde Cuesta für ein halbes Jahr an den CSD Defensa y Justicia ausgeliehen. Mit Defensa bestritt Cuesta sein erstes Spiel in der Primera B Nacional. Am 31. Januar 2010, dem 20. Spieltag der Saison 2009/10, traf sein Klub auswärts auf den CA Tiro Federal. In dem Spiel stand Cuesta in der Startformation. Sein erstes Tor in dem Wettbewerb erzielte Cuesta in derselben Saison am 31. Spieltag. Am 10. April 2010 traf Defensa zuhause auf Atlético de Rafaela. In dem Spiel erzielte er das Führungstor zum 2:1 in der 54. Minute (3:1). Die Leihe an Defensa wurde im Juni 2010 um ein Jahr verlängert.
Nach Ende der Saison 2010/11 kehrte Arsenal zurück. Hier bestritt er in der Saison 2011 sein erstes Spiel in der Primera División (Argentinien). Im Auswärtsspiel gegen den CA Independiente stand Cuesta in der Anfangsformation. In der Saison 2012 stellten sich für Cuesta die ersten Erfolge ein. Zunächst gab er mit Arsenal seinen Einstand auf internationaler Klubebene. In der Copa Libertadores 2012 traf Arsenal am 29. März 2012 in der Gruppenphase auf Boca Juniors. In dem Auswärtsspiel stand Cuesta in der Startelf. Mit Arsenal gewann Cuesta 2012 in der nationalen Meisterschaft die Clausura und den Supercopa Argentina.
Zur Saison 2013 wurde Cuesta an den Club Atlético Huracán ausgeliehen, mit welchem er wieder in der Primera B antrat. Auch Huracán konnte er einen Erfolg feiern. In der Copa Argentina konnte Rosario Central im Finale am 27. November 2017 mit 5:4 im Elfmeterschießen besiegt werden.
Nach Ende der Leihe kam Cuesta zu Arsenal zurück, wurde aber kurz danach verkauft. Er unterzeichnete einen Kontrakt bei CA Independiente. Independiente zahlte für 50 % der Transferrechte ca. eine Million Dollar. Bei Independiente konnte sich Cuesta als Stammspieler durchsetzen. Im Dezember 2015 kaufte Independiente die restlichen 50 % der Transferrechte an dem Spieler. Zum Jahreswechsel 2016/17 kam es zu einem erneuten Transfer von Cuesta. Er ging nach Brasilien.
Der SC Internacional zahlte zwei Millionen Dollar für 50 % der Transferrechte, welche in vier Raten bis August 2018 zu zahlen waren. Der Kontrakt enthielt die Option, zum Zeitpunkt der letzten Ratenzahlung die weiteren 50 % der Transferrechte für nochmals zwei Millionen Euro zu übernehmen. Sein erstes Pflichtspiel für Internacional bestritt Cuesta in der Staatsmeisterschaft von Rio Grande do Sul am 22. März 2017. Im Auswärtsspiel gegen den Ypiranga FC (Erechim) stand er bereits in der Startelf. In dem Turnier gelang Cuesta sein erstes Tor für den Klub. Im Auswärtsspiel gegen EC Cruzeiro am 8. April 2017 erzielte er in der 28. Minute die 1:0-Führung (2:0). Nachdem Internacional in der Série A 2016 erstmals aus der Série A absteigen musste, startet Cuesta in der nationalen Meisterschaft lediglich in der Série B. Sein erstes Spiel in der Liga bestritt Cuesta am 13. Mai 2017, dem ersten Spieltag der Saison, auswärts gegen den Londrina EC. Am 5. Spieltag traf er das erste Mal für Internacional ins Tor. Im Auswärtsspiel gegen den Figueirense FC traf er in der 15. Minute zum 1:0 (2:1). Am Ende der Saison belegte Internacional den zweiten Tabellenplatz und erreichte den direkten Wiederaufstieg. Cuesta bestritt dabei 27 von 38 möglichen Spielen (drei Tore). In der Série A 2018 konnte Internacional in der Série A lange um den Titel mitspielen und wurde am Saisonende Dritter. Sein erstes Série A Spiel bestritt Cuesta am 15. April 2018 mit dem Heimspiel am ersten Spieltag der Saison gegen den EC Bahia. Das erste Tor in der Liga gelang dem Spieler am 10. Juni 2018, dem 11. Spieltag. Im Auswärtsspiel gegen den FC Santos erzielte er in der 53. Minute den 2:1-Siegtreffer. Am Ende der Saison erhielt Cuesta die Auszeichnungen des Bola de Prata und Prêmio Craque do Brasileirão. Bei Internacional blieb er bis zum Ende der Spiele um die Staatsmeisterschaft von Rio Grande do Sul 2022 im April des Jahres. Dann wurde er auf Leihbasis an den Botafogo FR abgegeben. Im August des Jahres wurde der Leihvertrag vorzeitig bis Jahresende 2023, dem Vertragsende mit Internacional, verlängert.
Nach Austragung der Staatsmeisterschaft von Rio de Janeiro 2023 im April des Jahres, wurde Cuesta fest von Botafogo übernommen. Im Januar 2024 wechselte der Spieler erneut. Er bekam beim EC Bahia einen neuen Kontrakt. Dieser wurde nach Austragung der Série A 2024 gab Bahia bekannt, den Vertrag nicht zu verlängern.

### Nationalmannschaft
Nationaltrainer Gerardo Martino berief Cuesta zunächst nur in vorläufigen Kader für die Copa América Centenario 2016. Nachdem Javier Pinola und Leonel Vangioni wegen Verletzungen eine Teilnahme absagen mussten, wurde Cuesta auch in den endgültigen Kader berufen. Sein erstes Länderspiel bestritt Cuesta in einem Freundschaftsspiel zur Vorbereitung auf die Copa América. Im Spiel gegen die Auswahl von Honduras am 21. Mai 2016 wurde er in der 78. Minute für Marcos Rojo eingewechselt. Im Zuge der Copa América kam Cuesta dann gegen Bolivien und die USA zu zwei weiteren Einsätzen. Im Spiel gegen Bolivien stand er in der Anfangsformation und erzielte sein erstes Länderspieltor. In dem Gruppenspiel traf er in der 32. Minute zum 3:0-Endstand.
Im April 2016 wurde Cuesta in den vorläufigen Kader der Olympiamannschaft 2016 berufen. In dem Turnier nahm er an den ersten beiden Gruppenspielen gegen Portugal und Algerien teil, verpasste aber das dritte Spiel gegen Honduras aufgrund einer gelb-roten Karte im zweiten Spiel. Argentinien schied nach der Gruppenphase aus dem Turnier aus.

## Erfolge
Arsenal de Sarandí
- Primera División (Argentinien): 2012 Clausura
- Supercopa Argentina: 2012
- Copa Argentina: 2012/13

Huracán
- Copa Argentina: 2013/14

Internacional
- Recopa Gaúcha: 2017

## Auszeichnungen
- Bola de Prata: 2018 mit Internacional
- Prêmio Craque do Brasileirão Auswahlmannschaft: 2018, 2020[23] mit Internacional